# Formación Ituzaingó
La Formación Ituzaingó es una formación geológica que se extiende por parte del Litoral argentino y el sur del Paraguay, se compone mayormente de arenisca entre fina y media, y es el principal acuífero de la provincia de Entre Ríos, Argentina; fue también mencionada por otros nombres como asperón de Corrientes, Formación Entre Ríos o Puelchense, pero es el nombre de Ituzaingó el que se impuso desde su primera utilización en 1953.

## Toponimia
Lleva el nombre de la localidad de Ituzaingó. La extensión de la formación alcanza como máximo unos pocos kilómetros al este y norte de dicha localidad; el autor De María fue quien impuso el nombre tras una serie de trabajos en ella.

## Distribución
Los afloramientos de la Formación Ituzaingó se extienden a lo largo de la margen izquierda del río Paraná entre la ciudad de Ituzaingó y la ciudad de Paraná. Se encuentren afloramientos particularmente en una serie de lomadas, de dirección general Nordeste - Sudoeste, en la mitad occidental de la provincia de Corrientes. En el subsuelo su distribución alcanza las provincias del Chaco y de Santa Fe. En la Provincia de Entre Ríos, se registró hasta la zona del Delta del Paraná, como también en el subsuelo de las Provincia de Buenos Aires, con el nombre de Formación Puelches.